# Toyota Classic 1979
Il Toyota Classic 1979 è stato un torneo di tennis giocato sul sintetico indoor. È stata la 4ª edizione del torneo, che fa parte del WTA Tour 1979. Si è giocato ad Atlanta negli USA dal 23 al 29 settembre 1979.

## Campionesse

### Singolare
Martina Navrátilová ha battuto in finale  Wendy Turnbull con il punteggio di 7–6, 6–4

### Doppio
Wendy Turnbull /  Betty Stöve hanno battuto in finale  Ann Kiyomura /  Anne Smith con il punteggio di 6–2, 6–4